# Polyommatus addenda
Polyommatus addenda är en fjärilsart som beskrevs av Tutt 1910. Polyommatus addenda ingår i släktet Polyommatus och familjen juvelvingar. Inga underarter finns listade i Catalogue of Life.